# Senoji Varėna

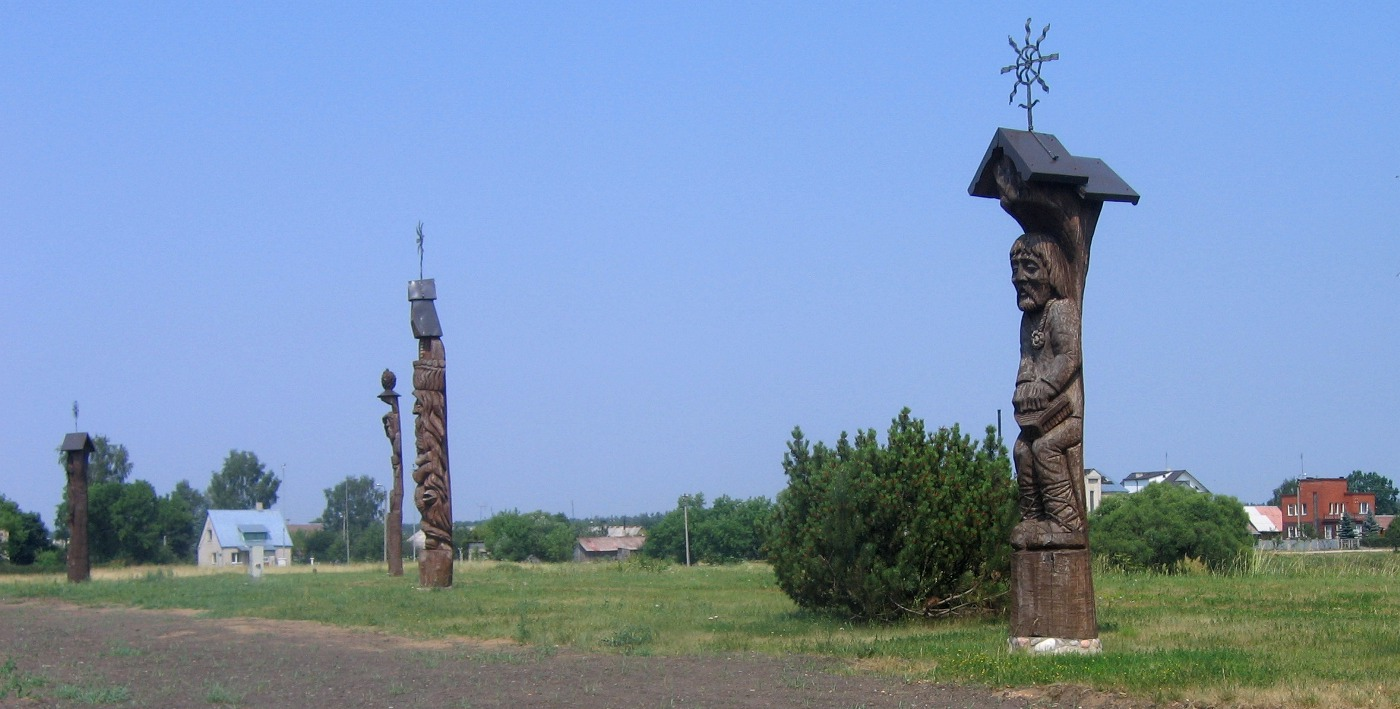
Una imatge de Senoji Varena

Senoji Varėna és un poble situat al sud de la Lituània, en el Comtat de Alytus (districte de Varėna), travessat pel riu Miarkís, afluent del Niémen. Senoji Varėna és mencionat per primer cop l'any 1413 i el seu nom significa vella Varena per oposició a la ciutat nova de Varėna que se situa 4 km més al sud. El poble de Senoji Varėna posseïa en 2001, 1.276 habitants.
És el poble natal del pintor i compositor lituà Mikalojus Konstantinas Čiurlionis.